# Birsteinius trimucronatus
Birsteinius trimucronatus är en kvalsterart som beskrevs av Yamamoto och Aoki 2000. Birsteinius trimucronatus ingår i släktet Birsteinius och familjen Liacaridae. Inga underarter finns listade.